# Provincia di Surigao del Sur
Surigao del Sur è una provincia filippina situata nella regione di Caraga, nell'isola di Mindanao. Il suo capoluogo è Tandag.

## Geografia fisica
Il Surigao del Sur è una provincia situata nella parte nord-orientale dell'isola di Mindanao. Ha una forma allungata in direzione nord-sud coprendo un lungo tratto di costa sull'Oceano Pacifico (più di 450 km) che si apre ad est e che in quest'area prende il nome di Mare delle Filippine. Gli altri confini sono con le province di Surigao del Norte a nord, Agusan del Norte e Agusan del Sur ad ovest e Davao Oriental a sud.
Il territorio è prevalentemente collinare (46%), ma non mancano zone pianeggianti (21%) così come parti più propriamente montuose nelle zone più interne (16%).

## Geografia antropica

### Suddivisioni amministrative
Il Surigao del Sur è formato da una città componente e 18 municipalità.

#### Città
- Bislig

#### Municipalità
| - Barobo - Bayabas - Cagwait - Cantilan - Carmen - Carrascal - Cortes - Hinatuan - Lanuza | - Lianga - Lingig - Madrid - Marihatag - San Agustin - San Miguel - Tagbina - Tago - Tandag |

## Economia
Il 45% del territorio è coperto da foreste mentre solo il 34% è utilizzato per fini agricoli. Il commercio del legname e tutte le attività correlate alla produzione e alla prima trasformazione di questo, sono alla base dell'economia del Surigao del Sur. Le varietà peculiari di quest'area sono Narra, Lauan bianco e rosso, Mayapis, Almon, Apitong, Bagtikan e Tanguile.
Tra i principali prodotti agricoli vi sono banane, caffè e palay, mentre la pesca di granchi e crostacei è una delle voci principali di esportazione della provincia.
Con il sostegno governativo saranno potenziati sia il settore dell'allevamento che, soprattutto, quello delle attività estrattive, date le ottime potenzialità che quest'area presenta.